# Xiaoshu
Xiǎoshǔ (pīnyīn), Shōsho (rōmaji) eller Soseo (romaja) (kinesiska och japanska: 小暑; koreanska: 소서; vietnamesiska: Tiểu thử; bokstavligen ”lilla värmen”) är den elfte solarperioden i den traditionella östasiatiska lunisolarkalendern (kinesiska kalendern), som delar ett år i 24 solarperioder (節氣). Xiaoshu börjar när solen når den ekliptiska longituden 105°, och varar till den når longituden 120°. Termen hänvisar dock oftare till speciellt den dagen då solen ligger på exakt 105° graders ekliptisk longitud. I den gregorianska kalendern börjar xiaoshu vanligen omkring den 7 juli och varar till omkring den 22 juli (ofta 23 juli ostasiatisk tid).